# پل یاوور
پل یاوور (مجاری: Pál Jávor; ۳۱ ژانویهٔ ۱۹۰۲ – ۱۴ اوت ۱۹۵۹) بازیگر اهل مجارستان بود.
از فیلم‌ها یا برنامه‌های تلویزیونی که وی در آن نقش داشته‌است می‌توان به شماره ۱۱۱، مأموریت - پاریس!، کارملا و کاراسوی بزرگ اشاره کرد.